# 洪堡狸藻
洪堡狸藻（學名：Utricularia humboldtii）為狸藻屬多年生大型食虫植物。其种加词“humboldtii”来源于德国植物采集者A·冯洪堡（M. Holtze）。彼得·泰勒将其描述为“水生－附生”、半水生或陆生狸藻。洪堡狸藻为南美洲的特有种，存在于巴西、圭亚那和委内瑞拉。1840年，罗伯特·赫尔曼·尚伯克正式描述了洪堡狸藻。其通常生长于部分凤梨的具水叶腋内，包括布罗基凤梨（Brocchinia）。其也可以附生于树干上，或半水生或陆生于稀树草原内的浅水及潮湿土壤中。其分布于海拔1200米至2500米处，最低可在海拔300米处发现。其四季开花。
洪堡狸藻的花朵和捕虫囊都可能是狸藻属内最大的。因其生长于具水的凤梨叶腋内，当它需要寻找新的栖息地时，其会发出直立的匍匐茎，伸向周围的凤梨，找到水后即可生长为一个新的植株。